# ヴァシリー・クズネツォフ
ヴァシリー・ヴァシリエーヴィチ・クズネツォフ（ロシア語: Васи́лий Васи́льевич Кузнецо́в, ラテン文字転写: Vasilii Vasil'evich Kuznetsov, ワシリー・クズネツォフ、英語: Vasili Kuznetsov, 1901年2月13日 - 1990年6月5日）は、ソビエト連邦の政治家、外交官。

## 来歴・人物
ユリウス暦1901年1月31日（グレゴリオ暦2月13日）、コストロマ州ソフィロフカに生まれる。1927年5月、ソ連共産党に入党する。1931年から1933年まで金属工学を学ぶためにアメリカに渡っている。
帰国後、1940年代初頭から党と国家の諸機関で勤務し、1955年ソ連第一外務次官を経て、ブレジネフ時代の1977年に新設された最高会議幹部会第一副議長に就任した。ブレジネフの死後、1982年から1983年まで幹部会議長代行を務める。以後、1984年、1985年のアンドロポフ、チェルネンコ両最高会議幹部会議長の死後、議長代行を務めた。1982年12月31日には、国家元首たる議長の代行として、ソ連国営テレビにて新年の祝辞を述べている。1986年、第一副議長のポストをピョートル・デミチェフ文化相に譲り、年金生活入りした。
1990年6月5日、モスクワで89歳で死去した。彼は、ミハイル・ゴルバチョフがこの記録を破るまで、ソ連及びロシアの国家元首（代行を含む）経験者のうち、最長寿の人物であった。